# USS Kitty Hawk (CV-63)
USS Kitty Hawk (CVA-63/CV-63) là một siêu hàng không mẫu hạm của Hải quân Hoa Kỳ. Nó là chiếc đầu tiên trong số bốn chiếc của lớp tàu sân bay mang tên nó nhập biên chế, và cũng là chiếc cuối cùng xuất biên chế; Kitty Hawk cũng là chiếc tàu sân bay chạy năng lượng thông thường cuối cùng phục vụ cùng Hải quân Hoa Kỳ. Nó là chiếc tàu thứ hai của Hải quân Mỹ được đặt cái tên này, theo tên thị trấn Kitty Hawk, North Carolina, nơi anh em nhà Wright thực hiện chuyến bay trên máy bay đầu tiên.
Khi chiếc Independence (CV-62) được cho xuất biên chế vào ngày 30 tháng 9 năm 1998, Kitty Hawk trở thành chiếc tàu chiến Hoa Kỳ có thời gian phục vụ đứng hàng thứ hai, chỉ sau chiếc tàu buồm USS Constitution (Enterprise (CVN-65) sau này vượt qua nó vào năm 2012; chúng là hai trong số ba tàu sân bay mang cờ hiệu First Navy Jack).
Trong suốt mười năm, Kitty Hawk là tàu sân bay được bố trí tiền phương thường trực tại Căn cứ Hải quân Yokosuka, Nhật Bản. Nó được chiếc George Washington (CVN-73) thay thế trong vai trò này vào tháng 10 năm 2008, quay trở về Hoa Kỳ, và buổi lễ đánh dấu con tàu ngừng hoạt động được tổ chức vào ngày 31 tháng 1 năm 2009. Con tàu chính thức được cho xuất biên chế vào ngày 12 tháng 5 năm 2009, sau gần 49 năm phục vụ. Kitty Hawk được thay thế bởi chiếc George H.W. Bush. Tên nó được rút khỏi danh sách Đăng bạ Hải quân vào ngày 20 tháng 10 năm 2017; con tàu hiện đang neo đậu tại Bremerton, Washington và sẽ bị tháo dỡ.

## Thiết kế và chế tao
Kitty Hawk được đặt lườn tại xưởng tàu của hãng New York Shipbuilding Corporation tại Camden, New Jersey vào ngày 27 tháng 12 năm 1956. Nó được hạ thủy vào ngày 21 tháng 5 năm 1960, được đỡ đầu bởi bà Camilla F. McElroy, phu nhân Bộ trưởng Quốc phòng Neil H. McElroy. Con tàu được hạ thủy bằng cách cho ngập nước ụ tàu; phương pháp trượt xuống theo cách thông thường không được áp dụng do khối lượng lớn của nó, và cũng do nguy cơ va chạm với bờ sông Delaware phía bên Philadelphia. Nó nhập biên chế tại Xưởng hài quân Philadelphia vào ngày 29 tháng 4 năm 1961 dưới quyền chỉ huy của Hạm trưởng, Đại tá Hải quân William F. Bringle.

## Lịch sử hoạt động

### 1961 - 1964

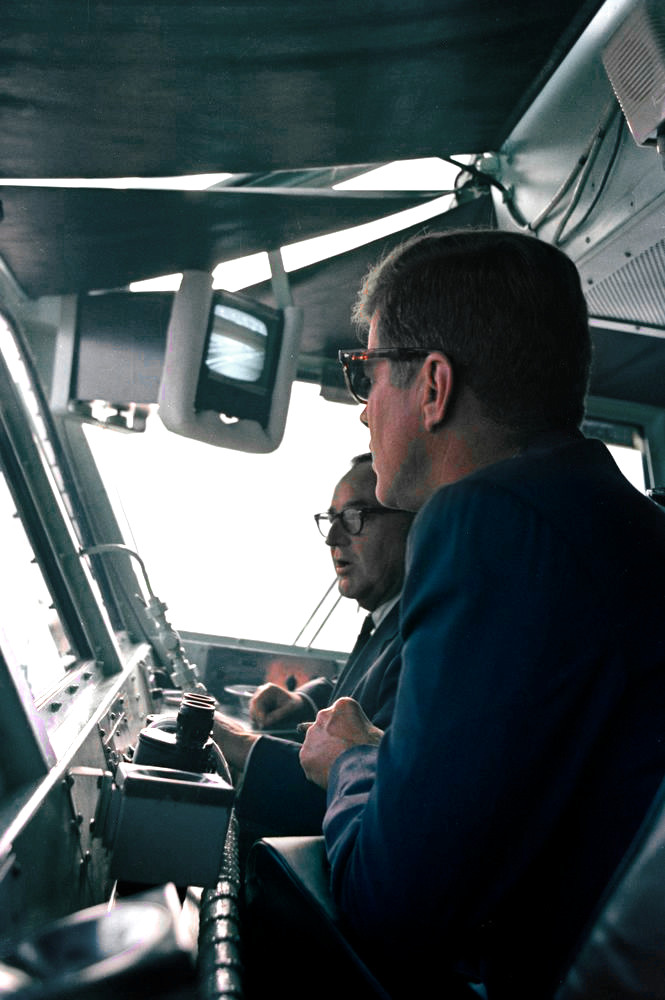
Tổng thống John F. Kennedy và Thống đốc California Pat Brown theo dõi một cuộc phô diễn vũ khí bên trên Kitty Hawk, 6 tháng 6 năm 1963

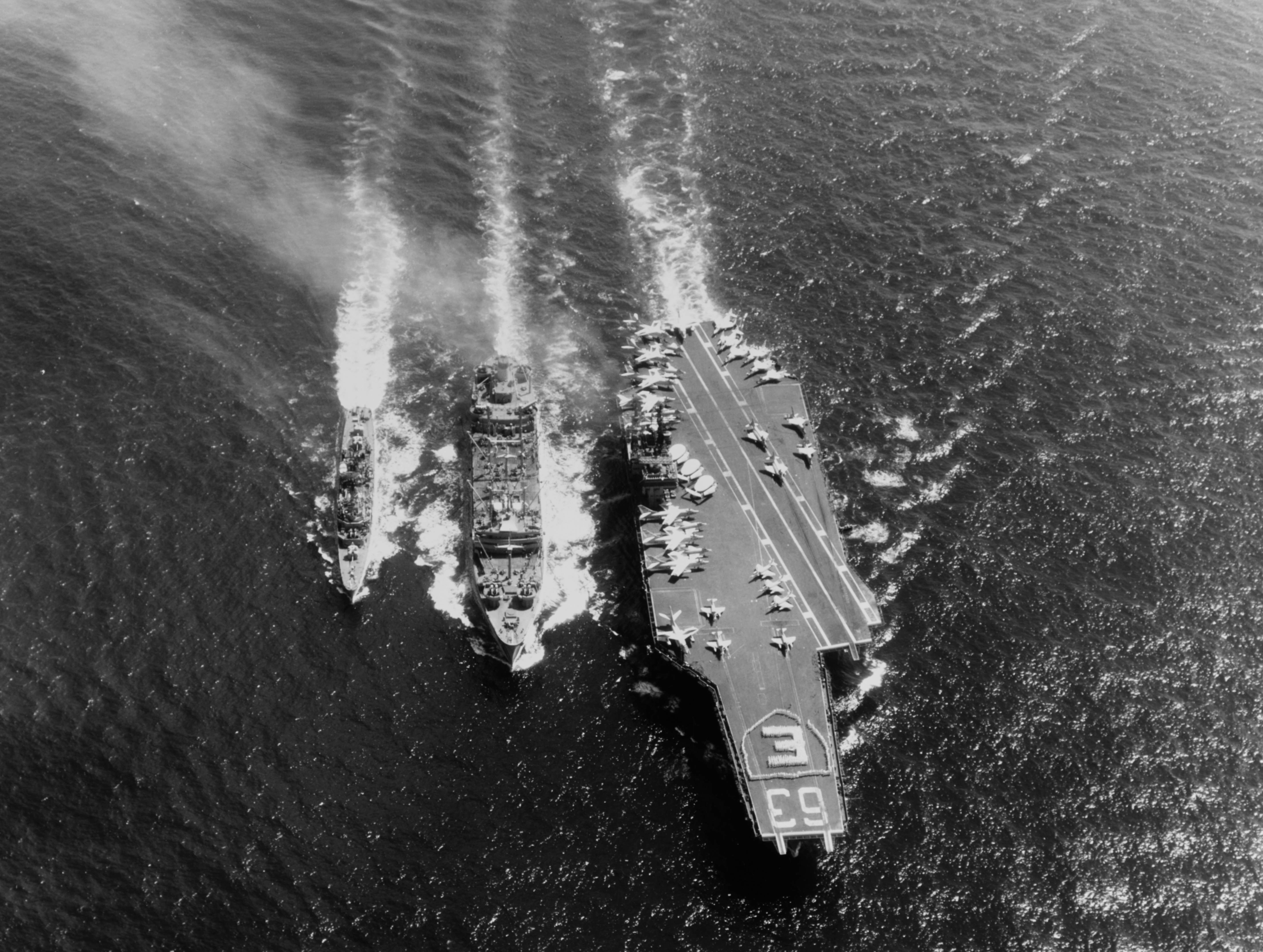
Kitty Hawk và tàu khu trục đang được tiếp nhiên liệu từ chiếc, 1964

Sau khi hoàn tất chạy thử máy dọc theo bờ biển Đại Tây Dương, Kitty Hawk khởi hành từ Căn cứ Hải quân Norfolk, Virginia vào ngày 11 tháng 8 năm 1961. Con tàu có một chặng dừng ngắn tại Rio de Janeiro, Brazil, nơi nó đón lên tàu Bộ trưởng Hải quân Brazil để thị sát nhân một lượt diễn tập cùng năm tàu khu trục Brazil. Nó tiếp tục hành trình vòng qua mũi Horn vào ngày 1 tháng 10, và đi đến Valparaíso, Chile vào ngày 13 tháng 10, tiếp tục chuyến đi hai ngày sau đó và đi đến Callao, Peru vào ngày 20 tháng 10, nơi nó tiếp đón Tống thống Peru lên thăm tàu. Khi đi đến San Diego, California, Đô đốc George W. Anderson, Tư lệnh Tác chiến Hải quân, đã hạ cánh xuống con tàu vào ngày 18 tháng 11 để thị sát cuộc tập trận chống tàu ngầm của các tàu khu trục Henry B. Wilson (DDG-7) và tàu ngầm Blueback (SS-581), thao diễn bắn tên lửa RIM-2 Terrier của tàu tuần dương Topeka cũng như hoạt động không quân của Kitty Hawk.
Kitty Hawk đi vào Xưởng hải quân San Francisco vào ngày 23 tháng 11 năm 1961 để nâng cấp, rồi sau những hoạt động tại chỗ ngoài khơi bờ biển San Diego, con tàu khởi hành từ San Francisco vào ngày 13 tháng 9 năm 1962 để đi sang khu vực Tây Thái Bình Dương. Nó gia nhập Đệ Thất hạm đội vào ngày 7 tháng 10, và thay phiên cho tàu sân bay Midway (CV-41) trong vai trò soái hạm của hạm đội. Sau khi tham dự tuần lễ Triển lãm Hàng không Cộng hòa Philippine, nó rời cảng Manila vào ngày 30 tháng 11 để đón tiếp Đô đốc Harry D. Felt, Tổng tư lệnh Hạm đội Thái Bình Dương, cho một cuộc phô diễn vũ khí hải quân hiện đại vào ngày 3 tháng 12. Con tàu đã viếng thăm Hong Kong vào đầu tháng 12, rồi đi đến Yokosuka, Nhật Bản vào ngày 2 tháng 1 năm 1963.
Kitty Hawk tiến hành nhiều cuộc tập trận phối hợp cùng Đội tàu sân bay 7 trong tháng 1 và tháng 2. Vào ngày 4 tháng 1, Trong khuôn khổ cuộc Tập trận Checkertail, nó cùng ba tàu sân bay tấn công khác tung ra cuộc không không kích giả định nhắm vào Bộ chỉ huy Phòng không Okinawa. Từ ngày 27 tháng 1 đến ngày 2 tháng 2, đang khi tiến hành cuộc Tập trận "Picture Window III" tại khu vực phía Bắc Nhật Bản, máy bay nước ngoài không rõ nhận dạng đã bị ngăn chặn và theo dõi; nhiều khả năng đây là máy bay chiến đấu Liên Xô thuộc Quân khu Viễn Đông Liên bang Nga hoặc của Không lực Hải quân Liên Xô. Trong cuộc Tập trận "Red Wheel" tại khu vực phía Nam Nhật Bản từ ngày 16 đến ngày 19 tháng 2 dưới sự chỉ đạo của Tư lệnh Đội tàu sân bay 7, nó giúp tăng cường khả năng tấn công bằng vũ khí thông thường và hạt nhân của Đệ Thất hạm đội đồng thời duy trì khả năng phòng không và chống tàu ngầm. Cuộc tập trận này cũng nhằm đánh giá khả năng của một đội tìm-diệt để bảo vệ cho hai đội đặc nhiệm tàu sân bay. Trong giai đoạn này con tàu đã viếng thăm các cảng Kobe, Beppu và Iwakuni trước khi quay trở về San Diego vào ngày 2 tháng 4.
Vào ngày 6 tháng 6 năm 1963 Tổng thống John F. Kennedy cùng các quan chức quân sự và dân sự cao cấp đã viếng thăm Kitty Hawk để thị sát một cuộc thao diễn lực lượng đặc nhiệm tàu sân bay dọc theo bờ biển California. Sau một loạt các đợt thực hành cơ động và chiến thuật tại vùng bờ Tây và vùng biển Hawaii, chiếc tàu sân bay lại lên đường hướng sang Viễn Đông. Đang khi trên đường hướng đến Nhật Bản, nó nhận được tin tức về sự kiện ám sát Tổng thống Kennedy; và con tàu đã treo cờ rủ khi nó tiến vào cảng Sasebo vào ngày 25 tháng 11, ngày tổ chức lễ tang cho cố Tổng thống, cũng như đã thay mặt cho hạm đội bắn pháo chào tiễn biệt. Sau những đợt tập trận và tuần tra trong biển Đông cũng như chuẩn bị sẵn sàng chiến đấu tại căn cứ ở Philippines, nó quay trở về San Diego vào ngày 20 tháng 7 năm 1964.

### 1965 - 1972

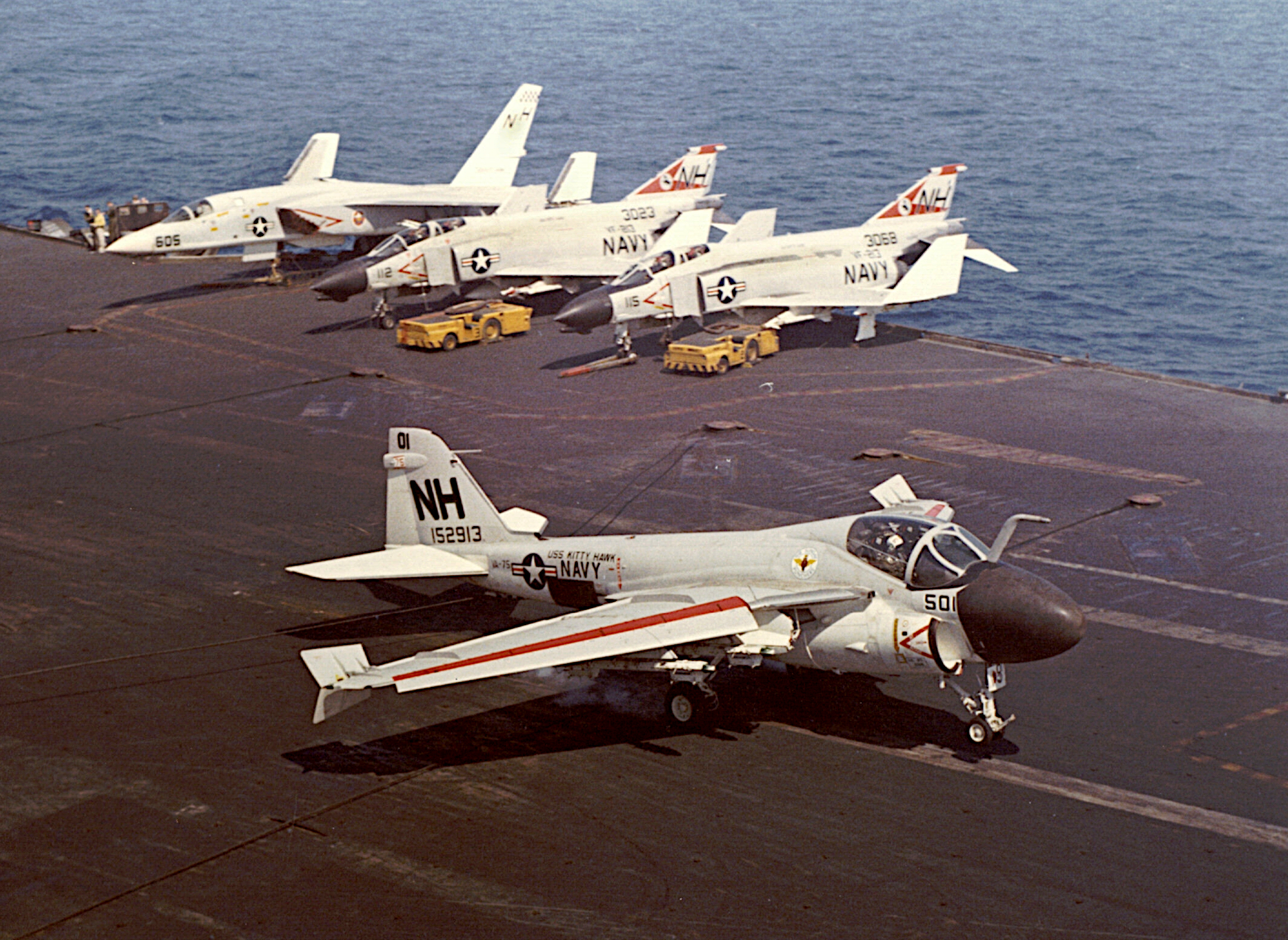
Một chiếc A-6 Intruder thuộc Liên đội VA-75 hạ cánh trên Kitty Hawk, trong đợt bố trí phục vụ 1967-1968 tại Việt Nam

Kitty Hawk được đại tu tại Xưởng hải quân Puget Sound, rồi hoạt động huấn luyện ôn tập dọc theo vùng bờ Tây. Nó khởi hành từ San Diego vào ngày 19 tháng 10 năm 1965 để đi Hawaii, rồi tiếp tục hành trình để đến Căn cứ Hải quân vịnh Subic, Philippines, nơi nó chuẩn bị để hoạt động tác chiến ngoài khơi bờ biển Việt Nam.
Kitty Hawk quay trở về San Diego vào tháng 6, 1966 để đại tu và huấn luyện cho đến ngày 4 tháng 11, 1966, khi nó lại được phái sang phục vụ tại vùng biển Đông Nam Á. Nó đi đến Yokosuka, Nhật Bản vào ngày 19 tháng 11, thay phiên cho tàu chị em Constellation (CV-64) trong vai trò soái hạm cho Chuẩn đô đốc David C. Richardson, Tư lệnh Lực lượng Đặc nhiệm 77. Nó rời Yokosuka vào ngày 26 tháng 11 để đi đến trạm Yankee ngang qua vịnh Subic, và từ ngày 5 tháng 12, máy bay của nó liên tục thực hiện các phi vụ can thiệp tại Bắc Việt Nam. Trong giai đoạn này nó đã đón tiếp nhiều vị khách nổi bật, trong số đó có các nghệ sĩ William Randolph Hearst, Jr.; Bob Considine; Dr. Billy Graham; Nancy Sinatra và John Steinbeck. Nó tiếp tục ở lại khu vực để hỗ trợ các hoạt động tác chiến của Hoa Kỳ tại Đông Nam Á, cho đến khi khởi hành từ vịnh Subic vào ngày 28 tháng 5, 1968 để quay trờ về Hoa Kỳ ngang qua Nhật Bản. Nó về đến San Diego vào ngày 19 tháng 6, và sau một tuần lễ đã đi đến Xưởng hải quân Long Beach, Long Beach, California để bảo trì. Con tàu quay trở lại San Diego vào ngày 25 tháng 8, và tiến hành huấn luyện ôn tập nhằm chuẩn bị cho những hoạt động trong tương lai.
Kitty Hawk được tặng thưởng danh hiệu Đơn vị Tuyên dương Tổng thống do đã hoạt động xuất sắc và anh dũng trong giai đoạn từ ngày 23 tháng 12, 1967 đến ngày 1 tháng 6, 1968, vốn bao gồm các hoạt động trong cuộc Tổng tấn công Tết Mậu Thân. Trong giai đoạn này nó chịu đựng một tai nạn hỏa hoạn đang khi ở lại trong Căn cứ Hải quân vịnh Subic, và ở trong tình trạng báo động trong 51 giờ liên tục. Trong lượt phục vụ tiếp theo từ ngày 15 tháng 1 đến ngày 27 tháng 8, 1969 ngoài khơi Việt Nam và tại vùng biển ngoài khơi Bắc Triều Tiên sau vụ tàu trinh sát USS Pueblo (AGER-2) bị bắt giữ nó cũng được tặng thưởng danh hiệu Đơn vị Tưởng thưởng Hải quân. Sau chuyến đi này nó quay trở về để nghỉ ngơi trong một tháng, rồi được đại tu tại Xưởng hải quân Puget Sound ở Bremerton, Washington.
Trong lượt phục vụ tiếp theo của Kitty Hawk trong Chiến tranh Việt Nam, vào ngày 12 tháng 10, 1972, đang khi đi đến địa điểm hoạt động trong vịnh Bắc Bộ, một vụ bạo loạn do phân biệt chủng tộc đã xảy ra giữa khoảng 200 thủy thủ, khiến khoảng 50 người bị thương. Tòa án quân sự sau đó đã kết án 27 thủy thủ trong vụ xung đột này.

### 1973 - 1977
Từ tháng 1 đến tháng 7, 1973, Kitty Hawk chuyển cảng nhà San Diego từ đến San Francisco. Nó đi vào ụ tàu của Xưởng hải quân Hunters Point vào ngày 14 tháng 1, 1973 để được cải biến từ một tàu sân bay tấn công (CVA) thành một tàu sân bay đa chức năng (CV), phạm vi hoạt động không còn bó gọn trong chức năng tấn công, và khả năng chống tàu ngầm trở thành một vai trò chủ yếu. Kitty Hawk là tàu sân bay đầu tiên tại khu vực Thái Bình Dương mang ký hiệu tàu sân bay đa dụng CV. Việc cải biến bao gồm bổ sung mười trạm cân chỉnh máy bay trực thăng mới, trang bị trung tâm phân tích để đọc tín hiệu sonar/sonobuoy cùng những thiết bị phụ trợ, và thay đổi một phần lớn quy trình vận hành con tàu. Một thay đổi quan trọng khác là bổ sung Trung tâm Xếp loại và Phân tích chống ngầm (ASCAC: Anti-Submarine Classification and Analysis Center) trong thành phần Trung tâm Thông tin Tác chiến (CIC: Combat Information Center), hoạt động phối hợp cùng những máy bay chống ngầm được biên chế cùng Không đoàn Tàu sân bay CVW-11.
Cũng trong giai đoạn sửa chữa trong xưởng tàu này, Bộ phận Động cơ của Kitty Hawk cũng có những thay đổi lớn; việc sử dụng dầu đốt tiêu chuẩn hải quân (dầu đen) được chuyển đổi hoàn toàn sang loại dầu nhẹ thân thiện môi trường hơn. Bộ phận Không quân cũng bổ sung nhiều thay đổi lớn cho sàn đáp, mở rộng tấm chắn hơi phản lực và trang bị máy phóng mạnh hơn để có thể phục vụ kiểu máy bay chiến đấu Grumman F-14 Tomcat mới mà con tàu dự định được phối thuộc trong lượt hoạt động tiếp theo. Việc mở rộng tấm chắn hơi phản lực số 1 khiến buộc phải thay đổi thiết kế của thang nâng máy bay số 1, khiến cho nó trở thành tàu sân bay duy nhất vào lúc đó có thang nâng máy bay nghiêng ra ngoài 6 độ theo hướng từ sàn chứa máy bay lên sàn đáp. Kitty Hawk rời ụ tàu vào ngày 28 tháng 4, 1973, và sang ngày hôm sau, đúng vào ngày sinh nhật thứ 12 của nó, được xếp lại lớp như một tàu sân bay đa chức năng (CV).

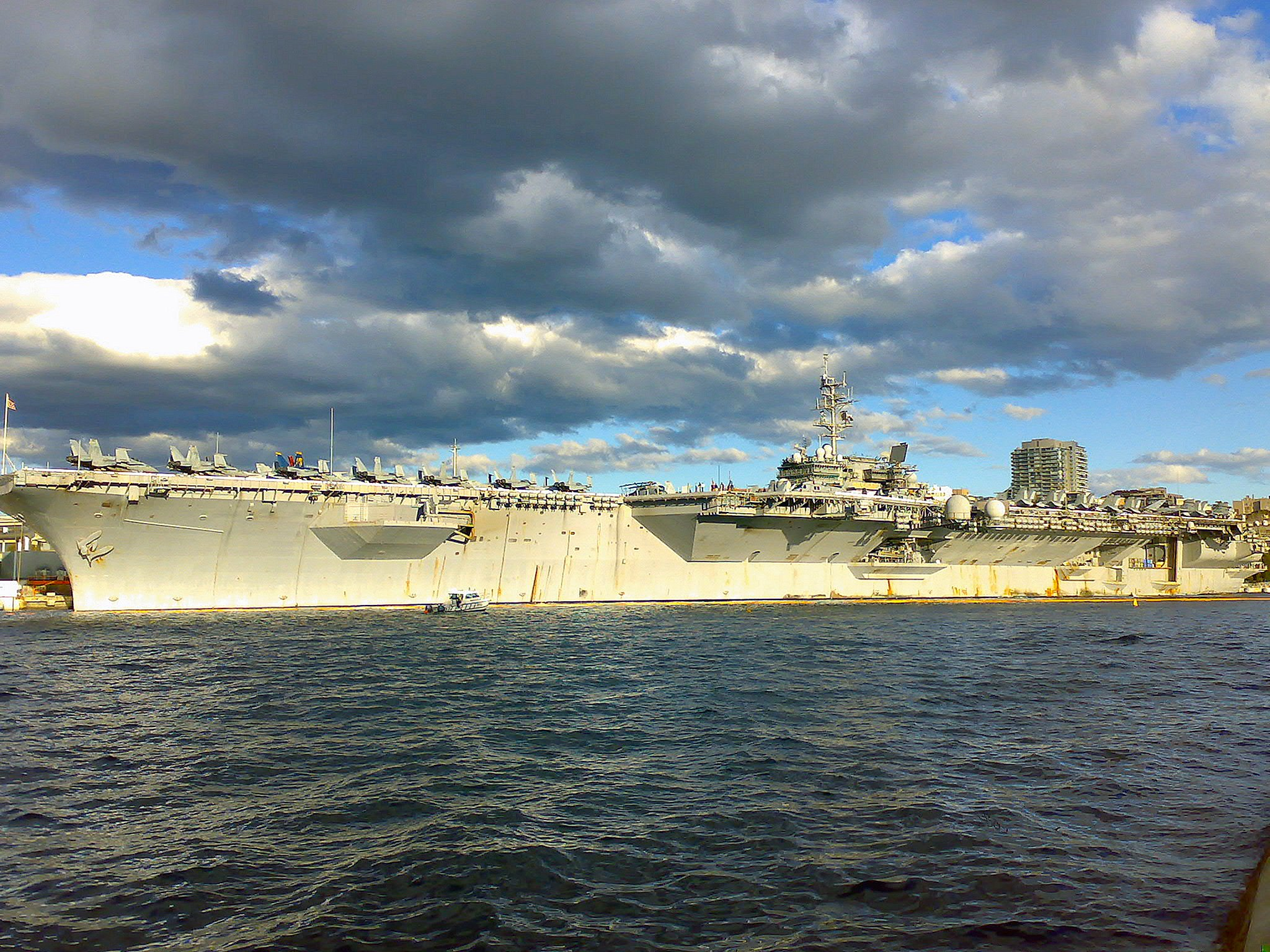
Tàu sân bay Kitty Hawk, nhìn từ Vườn Thực vật Hoàng gia, Sydney

Kitty Hawk rời Xưởng hải quân Hunters Point để chạy thử máy trước khi ghé đến Trân Châu Cảng trong ba ngày để nghỉ ngơi trước khi lên đường hướng sang khu vực Tây Thái Bình Dương. Tuy nhiên lúc đang trên đường đi, trong một quy trình bảo trì thường lệ cho hệ thống phun nhiên liệu tại phòng động cơ số 1 vào ngày 11 tháng 12, 1973, một vòng đệm của ống dẫn nhiên liệu JP5 bị khiếm khuyết đã khiến dầu đốt bị rò rỉ và gây ra một đám cháy tại phòng động cơ số 1 rồi lan rộng ra các khoang khác. Chiếc tàu sân bay phải chuyển sang trạng thái báo động trong suốt 38 giờ, và do khói đen dày đặc ở các hầm tàu bên dưới, thủy thủ đoàn được lệnh tập trung lên sàn đáp cho đến khi khống chế được hỏa hoạn và sạch khói. Do phải tắt hai, và sau đó là ba, động cơ turbine của con tàu, nó bị nghiêng khoảng 7 độ sang mạn trái; và hậu quả là phải di chuyển nhiều máy bay sang mạn phải để cân bằng con tàu, cho đến khi đám cháy được hoàn toàn kiểm soát và phục hồi hoạt động cho hai hệ thống động cơ turbine. Con tàu hướng đến Philippines và neo đậu tại vịnh Subic để điều tra nguyên nhân tai nạn và được sửa chữa, nhưng phải mất ba ngày trước khi đến được cảng. Sáu thủy thủ đã thiệt mạng trong tai nạn, và 34 người khác bị ngạt khói cùng những chấn thương nhẹ khác.
Kitty Hawk tiếp tục tích cực hoạt động suốt thập niên 1970 với hàng loạt các lượt biệt phái sang phục vụ tại khu vực Tây Thái Bình Dương và tham gia nhiều cuộc tập trận quy mô lớn, bao gồm các cuộc tập trận RIMPAC vào các năm 1973 và 1975. Nó rời San Diego vào ngày 8 tháng 3, 1976 và đi vào ụ tàu tại Xưởng hải quân Puget Sound, Bremerton, Washington vào ngày 12 tháng 3, nơi tiến hành một đợt đại tu và nâng cấp phức tạp trị giá 100 triệu Đô la, và dự tính kéo dài trong hơn 12 tháng. Đợt đại tu này sẽ cho phép con tàu vận hành các kiểu máy bay F-14 và S-3A Viking ở chế độ kiểm soát toàn phần ngoài biển khơi, bao gồm tăng thêm chỗ cho kho chứa, phương tiện vận hành đạn dược và cơ sở thiết bị để bảo trì hai kiểu máy bay mới. Việc nâng cấp cũng bao gồm mặt bằng làm việc hiệu quả hơn để bảo dưỡng khu máy bay, cơ sở sửa thiết bị hỗ trợ mặt đất và bổ sung thiết bị hỗ trợ bay cho S-3. Con tàu cũng thay thế hệ thống tên lửa đối không Terrier bằng kiểu NATO Sea Sparrow, và bổ sung thang nâng cùng cải tiến hầm đạn để nâng cấp khả năng chứa và vận hành các kiểu tên lửa không đối không mới lớn hơn. Chiếc tàu sân bay hoàn thành việc nâng cấp vào tháng 3, 1977 và rời xưởng tàu vào ngày 1 tháng 4 để quay trở lại San Diego. Sau sáu tháng chuẩn bị, nó khởi hành từ Căn cứ Không lực Hải quân North Island vào ngày 25 tháng 10 cho lượt phục vụ tiếp theo tại khu vực Tây Thái Bình Dương, và quay trở về vào ngày 15 tháng 5, 1978.

### 1979 - 1998
Vào tháng 5, 1979, Kitty Hawk được phối thuộc Không đoàn Tàu sân bay CVW-15 cho một lượt phục vụ khác tại khu vực Tây Thái Bình Dương. Hoạt động của nó bao gồm việc tìm kiếm và hỗ trợ giúp đỡ những thuyền nhân Việt Nam đang rời bỏ đất nước đang dưới sự cai trị của chế độ Cộng sản. Trong lượt hoạt động này, nó cũng có mặt ngoài khơi bờ biển Triều Tiên sau khi xảy ra sự kiện Tổng thống Cộng hòa Hàn Quốc Park Chung Hee bị ám sát; và sau đó lượt hoạt động phải được kéo dài thêm hai tháng rưỡi so với kế hoạch ban đầu, vì chiếc tàu sân bay được huy động sang vùng vịnh Ba Tư sau khi xảy ra vụ Khủng hoảng con tin Iran. Kitty Hawk cùng Không đoàn CVW-15 được tặng thưởng Huân chương Viễn chinh Hải quân do các hoạt động tại khu vực này.

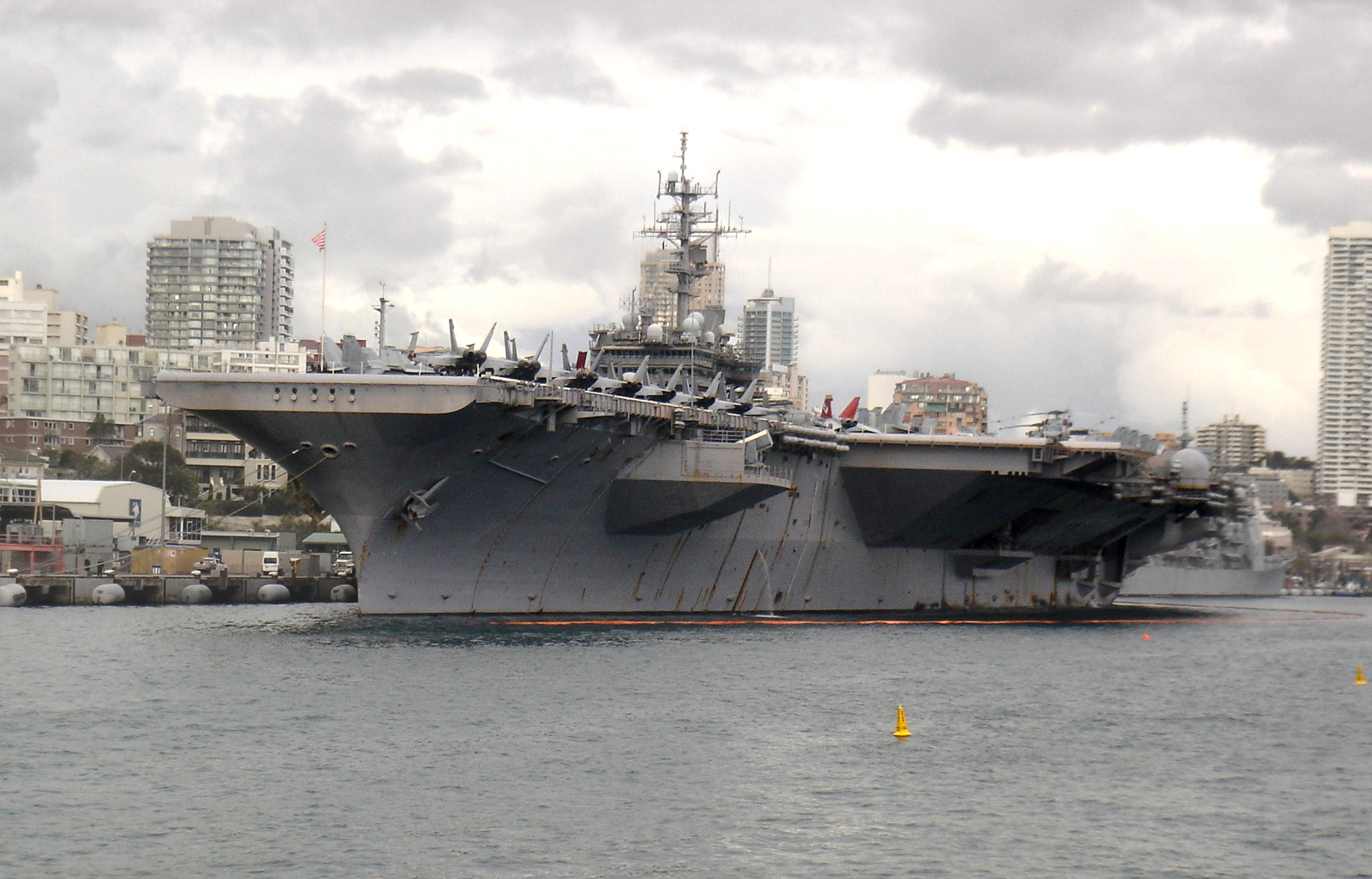
Kitty Hawk đang thả neo tại cảng Sydney.

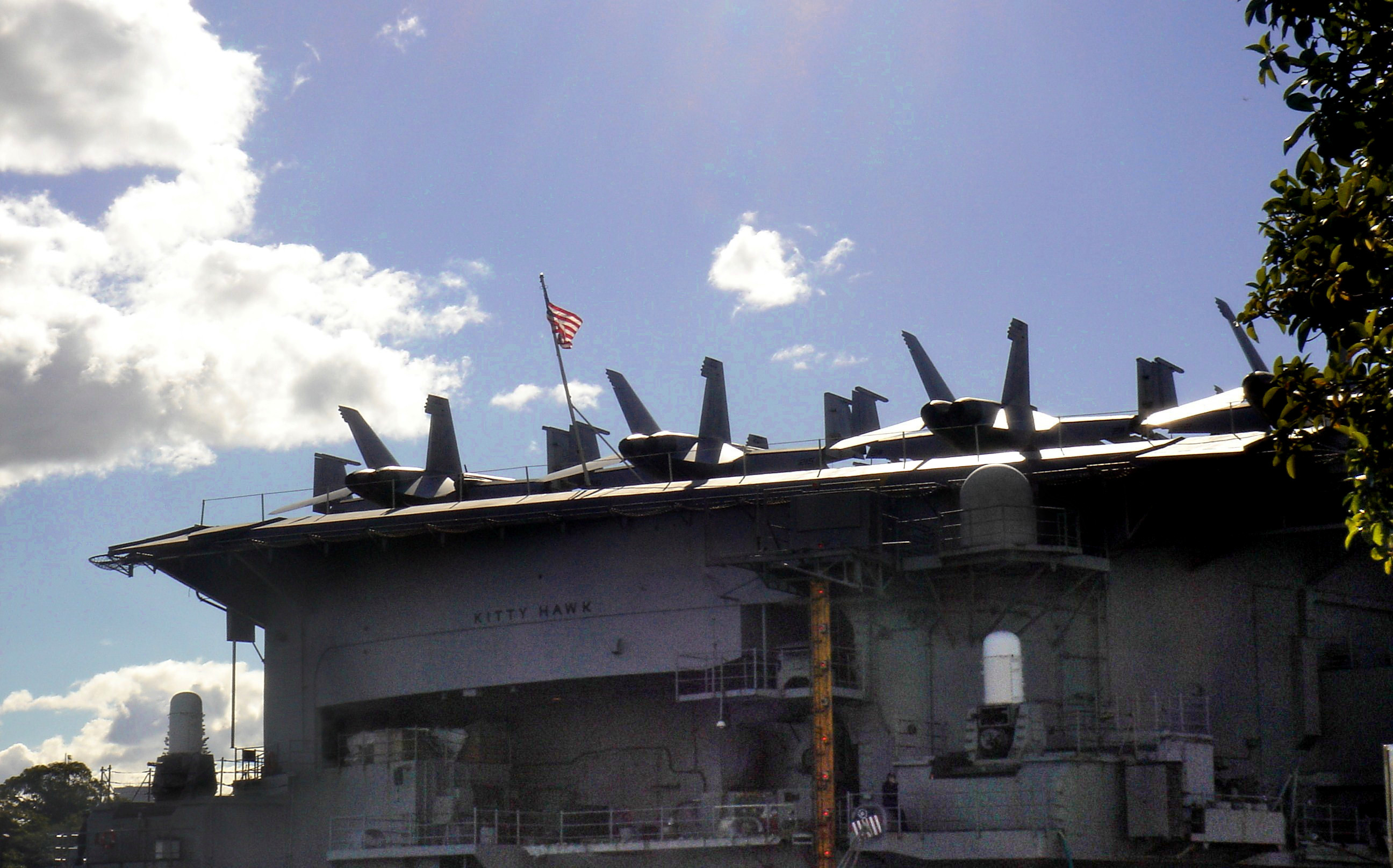
Phần đuôi tàu tại cảng Sydney. Có thể thấy rõ hai hệ thống vũ khí phòng thủ tầm gần Phalanx.

Vào tháng 4, 1981, Kitty Hawk khởi hành từ San Diego cho lượt phục vụ thứ 13 tại khu vực Tây Thái Bình Dương. Sau khi hoàn thành chuyến đi, nó được tặng thưởng Huân chương Viễn chinh Hải quân và Huân chương Phục vụ Nhân đạo cho những hoạt động cứu vớt thuyền nhân Việt Nam trong biển Đông. Nó quay trở về Bremerton vào tháng 1, 1982 cho một lượt đại tu kéo dài mất một năm, và sau khi hoàn tất việc nâng cấp và huấn luyện cùng Không đoàn Tàu sân bay CVW-2, con tàu được bố trí vai trò soái hạm của Đội tác chiến Bravo vào năm 1984, và đã hoạt động tại "Trạm Gonzo" ở phía Bắc biển Ả Rập trong hơn 60 ngày liên tục.
Kitty Hawk đã tham gia cuộc Tập trận "Team Spirit" tại vùng biển Nhật Bản vào tháng 3, 1984. Chiếc tàu ngầm tấn công hạt nhân Liên Xô lớp Victor K-314 đã theo dõi cuộc tập trận này. Lúc 22 giờ 05 phút ngày 21 tháng 3, khi cuộc tập trận trên phần biển Nhật Bản đi đến kết thúc, K-314 đã nổi lên mặt nước ngay trước mũi Kitty Hawk. Trời tối và khoảng cách quá gần khiến chiếc tàu sân bay không thể nhìn thấy và tránh khỏi vụ va chạm; sự vụ khiến chiếc tàu sân bay bị hư hại nhẹ trong khi chiếc tàu ngầm Xô Viết bị hư hại đáng kể. Vào lúc xảy ra tai nạn, Kitty Hawk được ước lượng đang mang vài chục vũ khí hạt nhân, trong khi K-314 có thể mang theo hai ngư lôi đầu đạn hạt nhân.
Kitty Hawk phải đi đến Căn cứ Hải quân vịnh Subic, Philippines để sửa chữa. Một mảnh chân vịt của K-314dính vào mũi tàu của Kitty Hawk, cũng như là những mảnh ngói cách âm bị bong ra dọc theo lườn chiếc tàu ngầm Xô Viết. Đây trở thành những thông tin tình báo kỹ thuật mà Hải quân Hoa Kỳ "vô tình" thu lượm được. Con tàu quay trở về to San Diego vào ngày 1 tháng 8, 1984. Đến tháng 7, 1985, con tàu cùng với Không đoàn Tàu sân bay CVW-9 phối thuộc lại được bố trí vai trò soái hạm cho Đội tác chiến Bravo. Trong năm 1986, đang khi chuẩn bị để phóng một máy bay, một hành viên thủy thủ đoàn trên sàn đáp đã bị tai nạn tử vong.
Vào ngày 3 tháng 1, 1987, Kitty Hawk chia tay với San Diego, cảng nhà mà nó đặt làm căn cứ chính trong suốt 25, để cùng Không đoàn Tàu sân bay CVW-9 thực hiện chuyến đi vòng quanh thế giới trong sáu tháng và chuyển sang vùng bờ Đông. Nó đã trực chiến tại khu vực Ấn Độ Dương trong suốt 106 ngày liên tục, và hoàn tất chuyến đi tại Xưởng hải quân Philadelphia vào ngày 3 tháng 7. Sáu tháng sau, con tàu bước vào đợt đại tu trong khuôn khổ Chương trình Kéo dài Tuổi thọ Phục vụ (SLEP: Service Life Extension Program), nhằm mục đích giúp con tàu có thể hoạt động thêm rong vòng 20 sắp tới; nó rời xưởng tàu vào ngày 2 tháng 8, 1990. Cùng với Không đoàn Tàu sân bay CVW-15 được phối thuộc trở lại, nó thực hiện chuyến đi vòng qua mũi Horn tại Nam Mỹ để quay trở về cảng nhà San Diego vào ngày 11 tháng 12, 1991. Chuyến đi này bao gồm một cuộc thực tập Gringo-Gaucho phối hợp với máy bay chiến đấu của Không lực Hải quân Argentine.
Kitty Hawk được Hải quân chỉ định làm tàu sân bay chủ lực tại Thái Bình Dương vào ngày 1 tháng 8, 1992. Nó đón lên tàu các vị Tư lệnh Đội Tuần dương-Khu trục 5, Tư lệnh Hải đội Khu trục 14 và Tư lệnh Không đoàn Tàu sân bay CVW-15 để cùng phối hợp thực hành trước khi được phái sang khu vực Tây Thái Bình Dương vào ngày 3 tháng 11, 1992. Trong lượt hoạt động này, con tàu trải qua chín ngày ngoài khơi bờ biển Somalia hỗ trợ cho Thủy quân Lục chiến và lực lượng liên minh hoạt động trong khuôn khổ Chiến dịch Vãn hồi Hy vọng. Phản ứng lại việc Iraq vi phạm các nghị quyết cấm vận của Liên Hợp Quốc, chiếc tàu sân bay được phái đến vùng vịnh Ba Tư vào ngày 27 tháng 12, và đến ngày 13 tháng 1, 1993 nó dẫn đầu các cuộc không kích phối hợp của lực lượng liên minh xuống các mục tiêu tại miền Nam Iraq.
Khởi hành vào ngày 24 tháng 6, 1994 cho lượt hoạt động tiếp theo, Kitty Hawk hoạt động thuần túy tại khu vực Viễn Đông trong một giai đoạn mà quan hệ quốc tế căng thẳng, đặc biệt là đối với Bắc Triều Tiên. Sang năm 1995, nó được bố trí cùng Không đoàn Tàu sân bay CVW-11, và chuyển sang cấu hình gồm một liên đội F-14 Tomcat và ba liên đội F/A-18 Hornet. Cùng với CVW-11 phối thuộc, nó bắt đầu đợt hoạt động thứ 18 vào tháng 10, 1996, và trong sáu tháng hoạt động nó đã viếng thăm các cảng tại vùng vịnh Ba Tư và khu vực Tây Thái Bình Dương. Con tàu có chuyến viếng thăm hiếm hoi đến Hobart, Tasmania; và chỉ là chiếc tàu sân bay thứ hai từng ghé đến Manama, Bahrain. Quay trở về San Diego vào ngày 11 tháng 4, 1997, chiếc tàu sân bay bước vào một đợt đại tu lớn kéo dài đến 15 tháng và phí tổn hết 110 triệu Đô-la Mỹ, bao gồm ba tháng trong ụ tàu tại Bremerton, Washington, từ tháng 1 đến tháng 3, 1998.

### 1998 - 2008

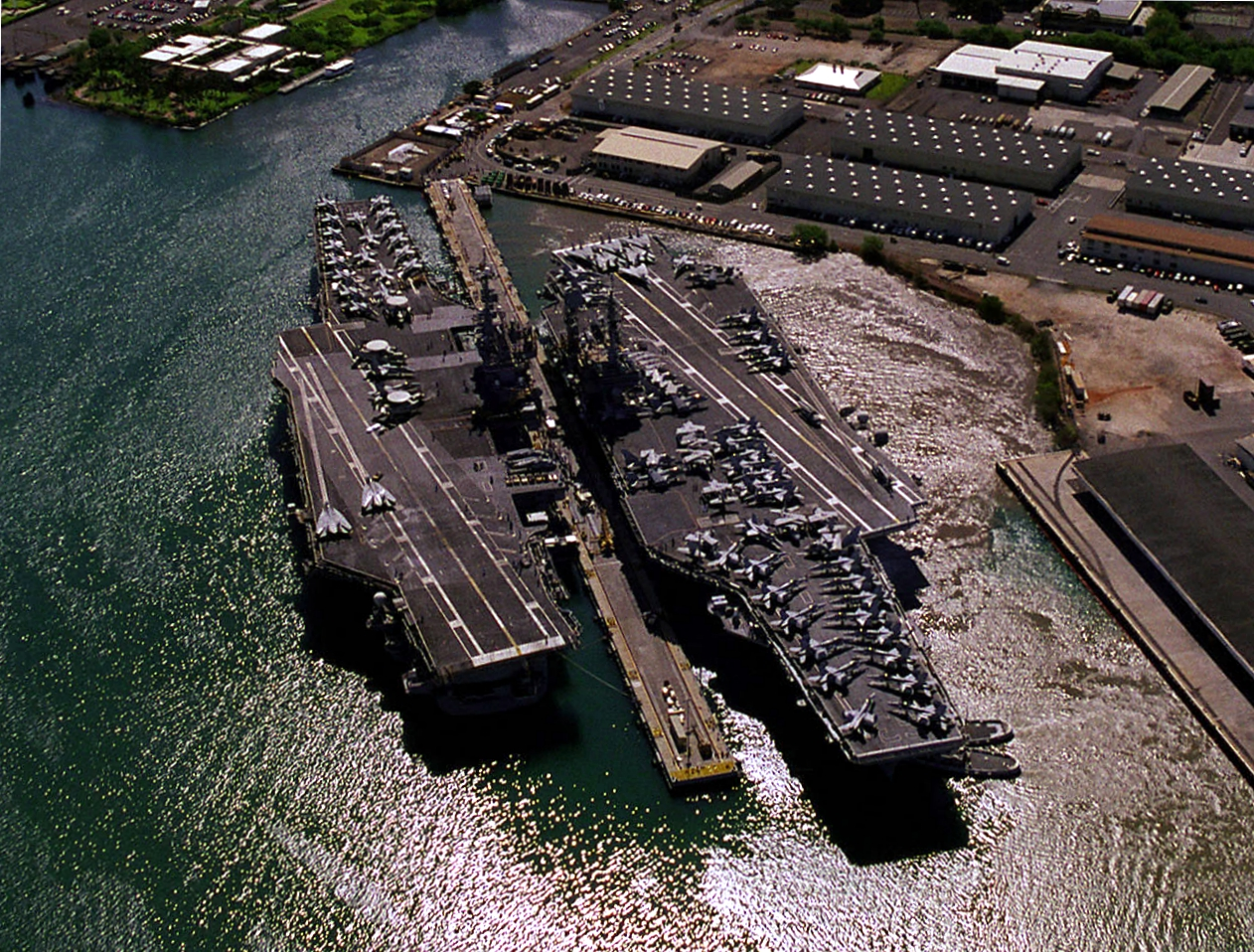
Kitty Hawk (bên phải) thay phiên cho tại Trân Châu Cảng trong vai trò tàu sân bay bố trí tiền phương của Đệ Thất hạm đội

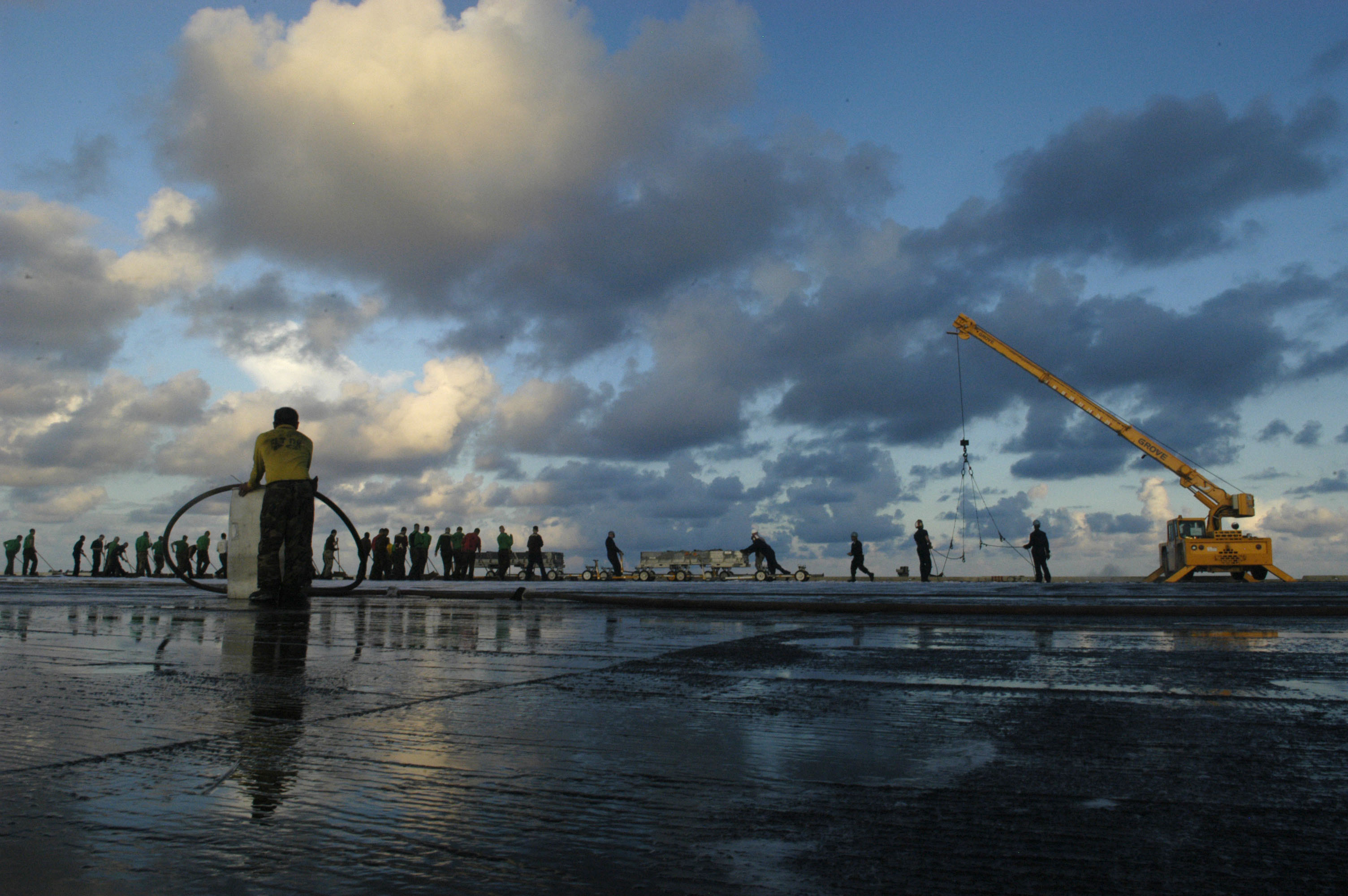
Một hạ sĩ quan đang giám sát thủy thủ cọ rửa sàn đáp của Kitty Hawk, tháng 8, 2005.

Kitty Hawk khởi hành từ San Diego vào ngày 6 tháng 7, 1998 để thay phiên cho tàu sân bay Independence (CV-62) trong vai trò tàu sân bay duy nhất được bố trí tiền phương; nó cũng nhận lên tàu Không đoàn Tàu sân bay CVW-5 đang hoạt động tại Căn cứ Không lực Hải quân Atsugi, Nhật Bản. Nó đi đến căn cứ hoạt động thường trực Yokosuka vào ngày 11 tháng 8. Cùng với việc Independence được cho xuất biên chế vào ngày 30 tháng 9, 1998, Kitty Hawk trở thành tàu chiến Hoa Kỳ trong biên chế lâu thứ hai của Hải quân Mỹ, và được phép treo lá cờ chiến trận First Navy Jack.
Lên đường vào ngày 2 tháng 3, 1999, Kitty Hawk dự định thực hiện một lượt hoạt động kéo dài ba tháng, bao gồm tham gia cuộc Tập trận Tandem Thrust ngoài khơi Guam. Tuy nhiên sau khi hoàn tất cuộc tập trận, nó được lệnh đi sang vùng vịnh Ba Tư để áp đặt vùng cấm bay tại miền Nam Iraq, trong khuôn khổ Chiến dịch Kiểm soát miền Nam. Không đoàn Tàu sân bay CVW-5 đã thực hiện hơn 8.800 phi vụ trong vòng 116 ngày, bao gồm 1.300 phi vụ tác chiến và ném khoảng 20 tấn bom đạn và rocket. Trên đường quay trở về Nhật Bản, nó đã viếng thăm Perth, Tây Úc và Pattaya, Thái Lan trước khi về đến Yokosuka vào ngày 25 tháng 8. Nó lại lên đường vào ngày 22 tháng 10 để tham gia các cuộc Tập trận Foal Eagle và AnnualEx 11G.
Kitty Hawk rời cảng Yokosuka vào ngày 11 tháng 4, 2000 cho một hoạt động thường lệ, rồi tham gia cuộc Tập trận Cobra Gold phối hợp cùng hải quân các nước Singapore và Thái Lan. Sang mùa Thu năm đó, nó tiếp tục tham gia cuộc Tập trận Foal Eagle. Nó lại được phái đi vào tháng 3, 2001 cho một lượt thực tập mùa Xuân, và viếng thăm Căn cứ Hải quân Changi vào ngày 22 tháng 3, trở thành chiếc tàu sân bay đầu tiên cặp cảng Singapore tại cầu tàu mới vừa được hoàn thành. Sau đó con tàu viếng thăm Guam, và đến ngày 29 tháng 4 đã khởi hành đi xuống phía Nam tham gia cuộc Tập trận Tandem Thrust 2000 cùng với hải quân các nước Australia và Canadia. Nó quay trở về Yokosuka vào ngày 11 tháng 6.
Vào ngày 17 tháng 10, 2000 và một lần nữa vào ngày 9 tháng 11, một tốp máy bay chiến đấu Nga đã tiếp cận con tàu, và chụp ảnh những phản ứng phòng không của Kitty Hawk. Đại tướng Anatoly Kornukov, Tổng tư lệnh Không quân Nga vào lúc đó, tuyên bố rằng máy bay Nga đang "né tránh" hệ thống phòng không của chiếc tàu sân bay.
Vào tháng 10, 2001, sau khi xảy ra Cuộc tấn công khủng bố ngày 11 tháng 9, Kitty Hawk được phái đến khu vực phía Bắc biển Ả Rập để bắt đầu Chiến dịch Tự do Bền vững tấn công lực lượng khủng bố tại Afghanistan. Nó phục vụ như căn cứ tập trung nổi tiền phương cho Trung đoàn 160 Đặc nhiệm Đổ bô đường không với một liên đội không quân rút gọn. Con tàu lên đường vào tháng 4, 2002 cho một đợt huấn luyện thường lệ vào mùa Xuân, và đã ghé qua các cảng Guam, Singapore và Hong Kong. Sang mùa Thu, nó thực hành huấn luyện tại khu vực Tây Thái Bình Dương, và tham gia cuộc Tập trận AnnualEx 14G phối hợp cùng các đơn vị Không quân Hoa Kỳ và tàu chiến thuộc Lực lượng Phòng vệ Biển Nhật Bản tại vùng biển chung quanh quần đảo Nhật Bản, sau đó con tàu viếng thăm Hong Kong.

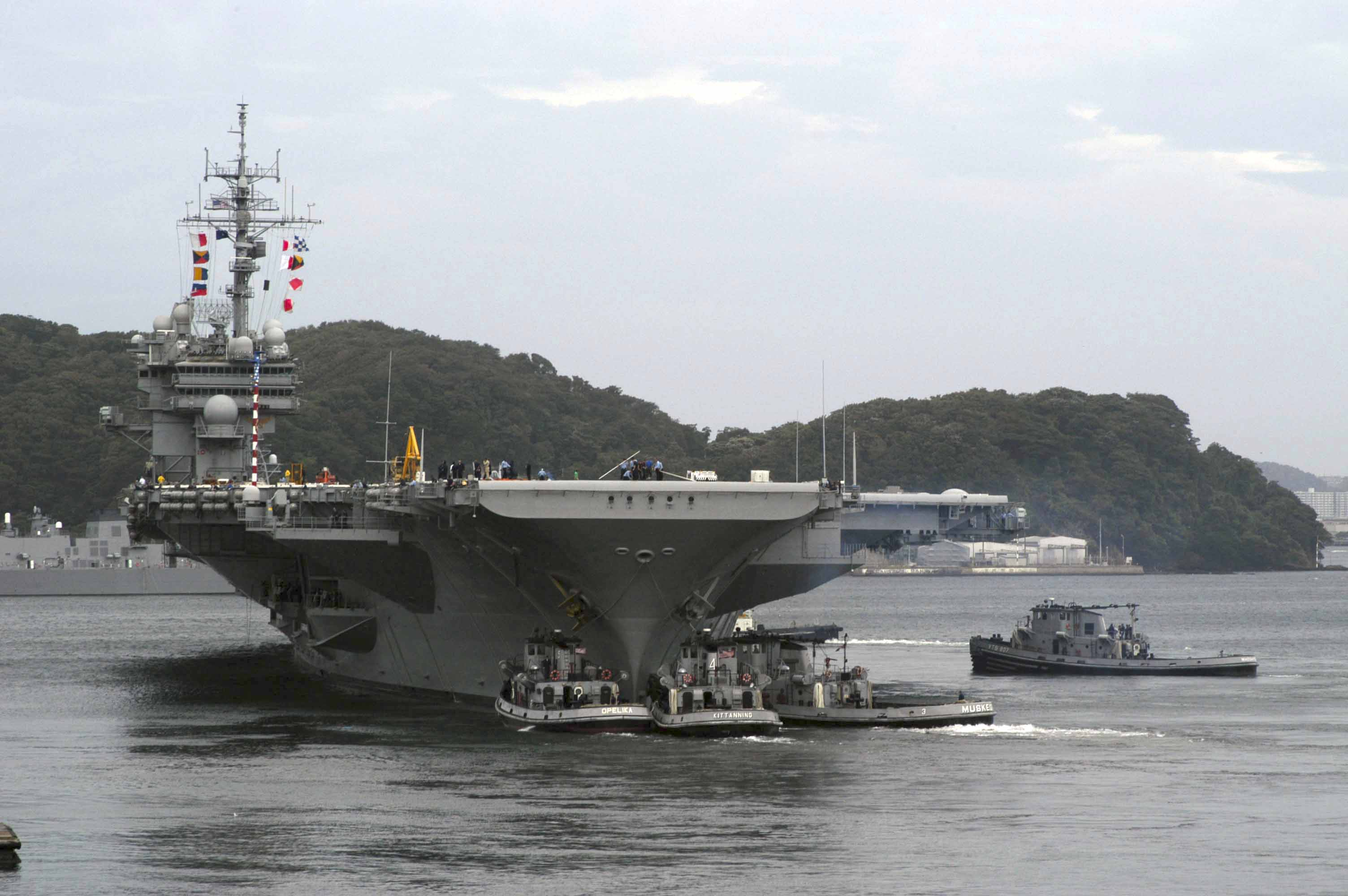
Kitty Hawk đang cơ động sau khi hoàn tất đại tu trong năm tháng tại Yokosuka, năm 2003.

Rời cảng Yokosuka vào ngày 23 tháng 1, 2003, Kitty Hawk hoạt động huấn luyện thường lệ, nhưng không lâu sau đó được điều sang khu vực Nam Á dưới quyền Bộ chỉ huy Trung tâm Hoa Kỳ (U.S. Central Command) để hỗ trợ cho cuộc Chiến tranh chống khủng bố và chuẩn bị cho những sự kiện trong tương lai. Nó nhanh chóng tham gia hoạt động trong Chiến dịch Kiểm soát miền Nam và sau đó trong Chiến dịch Iraq Tự do tại khu vực phía Bắc vịnh Ba Tư. Thoạt tiên dự định chỉ là một chuyến đi ngắn, con tàu đã phải hoạt động liên tục 110 ngày ngoài biển. Nó quay trở về Yokosuka vào ngày 6 tháng 5, và lập tức phải vào ụ tàu để bảo trì, kéo dài cho đến tháng 10.
Kitty Hawk đi đến Sydney, Australia vào ngày 3 tháng 7, 2005, nơi thủy thủ đoàn được nghỉ phép lên bờ; cũng trong chuyến đi này, con tàu ghé qua Guam trong bốn ngày. Đến tháng 11, nó thả neo tại Hong Kong để nghỉ phép nhân dịp lễ Tạ ơn. Sau một đợt đại tu kéo dài sáu tháng, con tàu lại khởi hành vào tháng 6, 2006 cho một lượt hoạt động thường lệ, khi nó bị một máy bay tuần tra biển Ilyushin Il-38 của Nga theo dõi. Nó đi đến Fremantle, Australia vào tháng 8 để thủy thủ đoàn được nghỉ ngơi, và sang tháng 9, nó lại viếng thăm Pattaya, Thái Lan trước khi quay trở về cảng nhà Yokosuka.

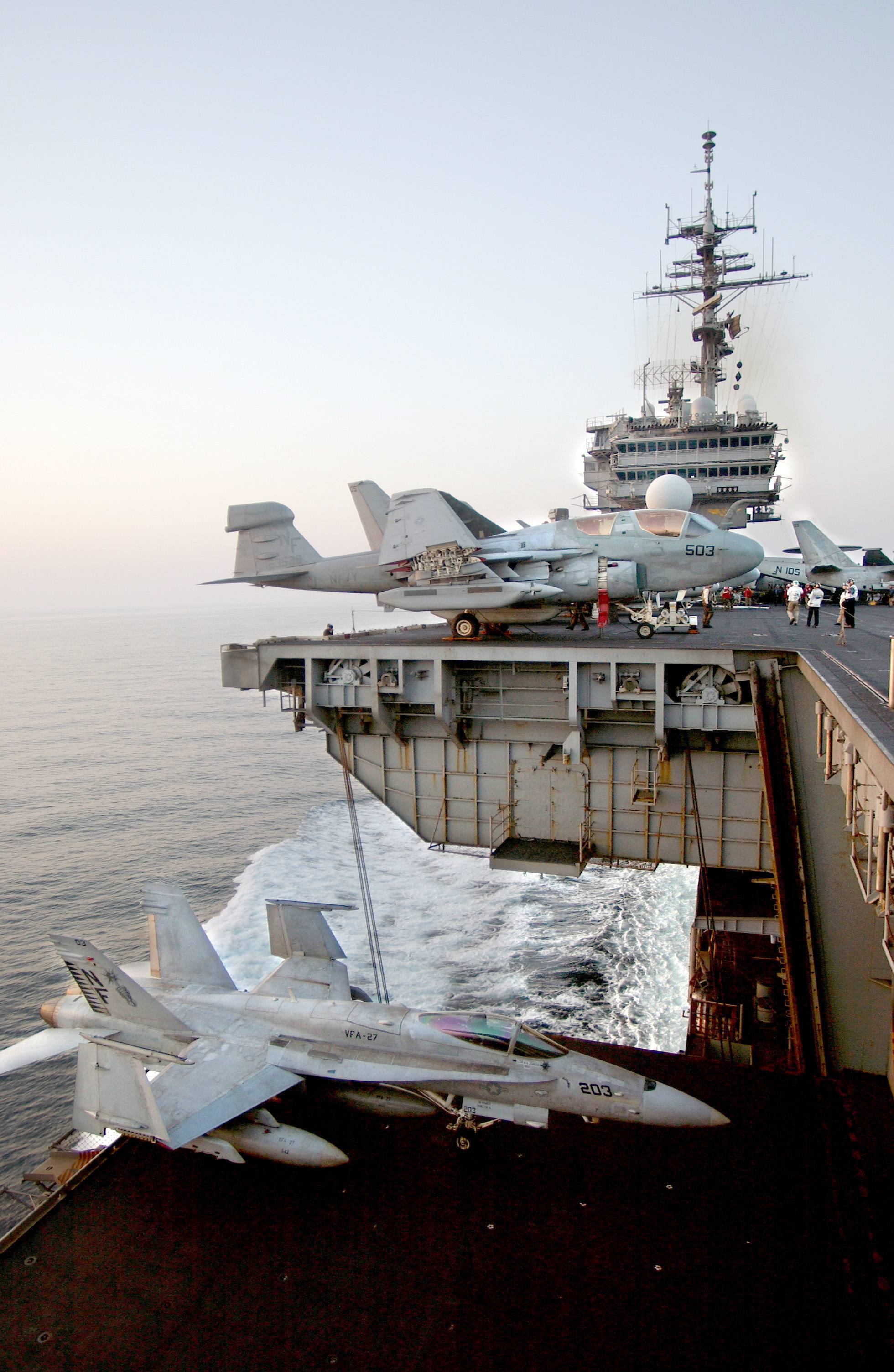
Một máy bay F/A-18C trên thang nâng phía trước của Kitty Hawk

Vào tháng 10, 2006, Kitty Hawk và các hộ tống đang thực hành huấn luyện tại vùng biển ngoài khơi Okinawa khi một tàu ngầm chạy diesel-điện lớp Tống của Hải quân Trung Quốc đã theo dõi hoạt động của đội đặc nhiệm tàu sân bay, rồi nổi lên mặt nước ở khoảng cách 5 mi (8,0 km) vào ngày 26 tháng 10. Hiếm khi một tàu ngầm Trung Quốc lại hoạt động cách xa căn cứ tại lục địa của nó đến như vậy, cho dù mọi thứ có thể thay đổi sau sự kiện này. Những báo cáo cho rằng chiếc tàu ngầm đã không bị phát hiện cho đến khi nó nổi lên. Vào năm 2009, bình luận về vấn đề này, Đô đốc Timothy J. Keating, Tư lệnh Hạm đội Thái Bình Dương, khẳng định chiếc tàu sân bay "đang ở trong một tâm thế rất thoải mái. Nếu đang trong mối quan hệ căng thẳng; hãy tin tôi đi, chúng ta sẽ không để cho họ đến gần như vậy."

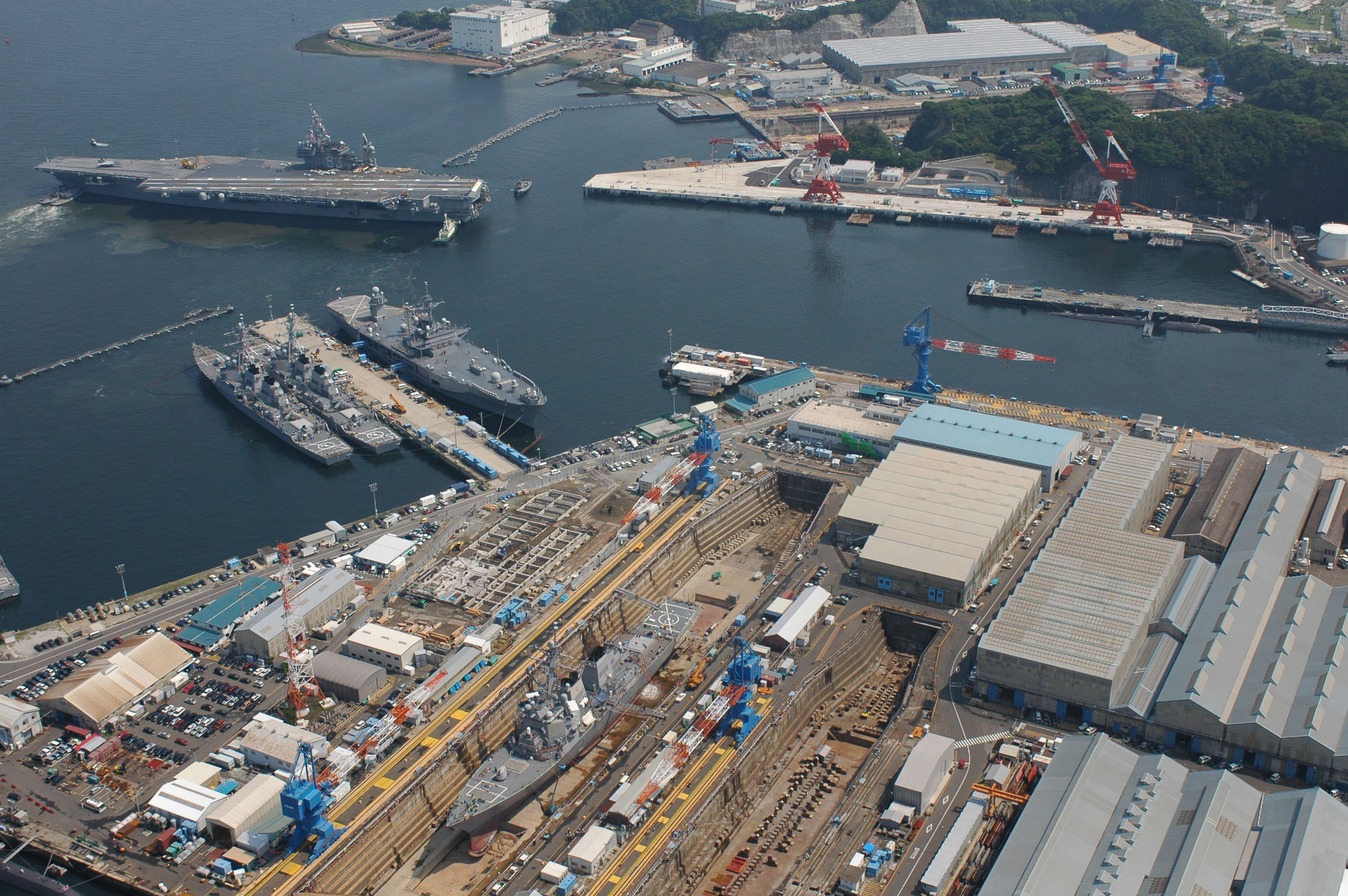
Kitty Hawk thả neo tại căn cứ hải quân của Hoa Kỳ ở Yokosuka, Nhật Bản.

Kitty Hawk đi vào một chu trì bảo trì tại Yokosuka từ ngày 11 tháng 1, 2007, vị trí của nó được tàu sân bay Ronald Reagan (CVN-76) tạm thời thay thế, vốn được phái đi một lượt hoạt động ngoài kế hoạch ba tuần sau đó. Đợt bảo trì này được xem là nhẹ hơn đợt bảo trì năm 2006 vốn kéo dài đến sáu tháng. Sau khi tham gia cuộc Tập trận Talisman Sabre, nó ghé đến Sydney, Australia vào ngày 5 tháng 7 cho một đợt nghỉ phép kéo dài sáu ngày. Con tàu quay trở lại Yokosuka vào ngày 21 tháng 9 sau đợt hoạt động kéo dài bốn tháng; rồi đến tháng 11, nó cùng các tàu chiến khác tham gia một cuộc tập trận đa quốc gia trong vịnh Bengal, vốn bao gồm tàu chiến của hải quân các nước Australia, Ấn Độ, Nhật Bản và Singapore.
Sau khi hoàn tất cuộc tập trận, Kitty Hawk dự định đi đến Hong Kong để nghỉ phép nhân lễ Tạ ơn; tuy nhiên Kitty Hawk và đội tác chiến của nó bị Trung Quốc từ chối cho phép cặp cảng. Phía Trung Quốc sau đó đảo ngược quyết định viện lý do nhân đạo, nhưng đến lúc đó đội tàu sân bay đã ở quá xa để có thể ghé lại cảng nhân ngày nghỉ lễ; lý do phía Trung Quốc từ chối cho nó cặp cảng vẫn không được biết rõ. Con tàu cùng hai tàu chiến khác được bố trí đến vùng bờ biển Trung Quốc vào lúc diễn ra cuộc Bầu cử tổng thống Đài Loan vào ngày 20 tháng 3, 2008. Sau cuộc bầu cử, nó đi đến Hong Kong lần sau cùng.

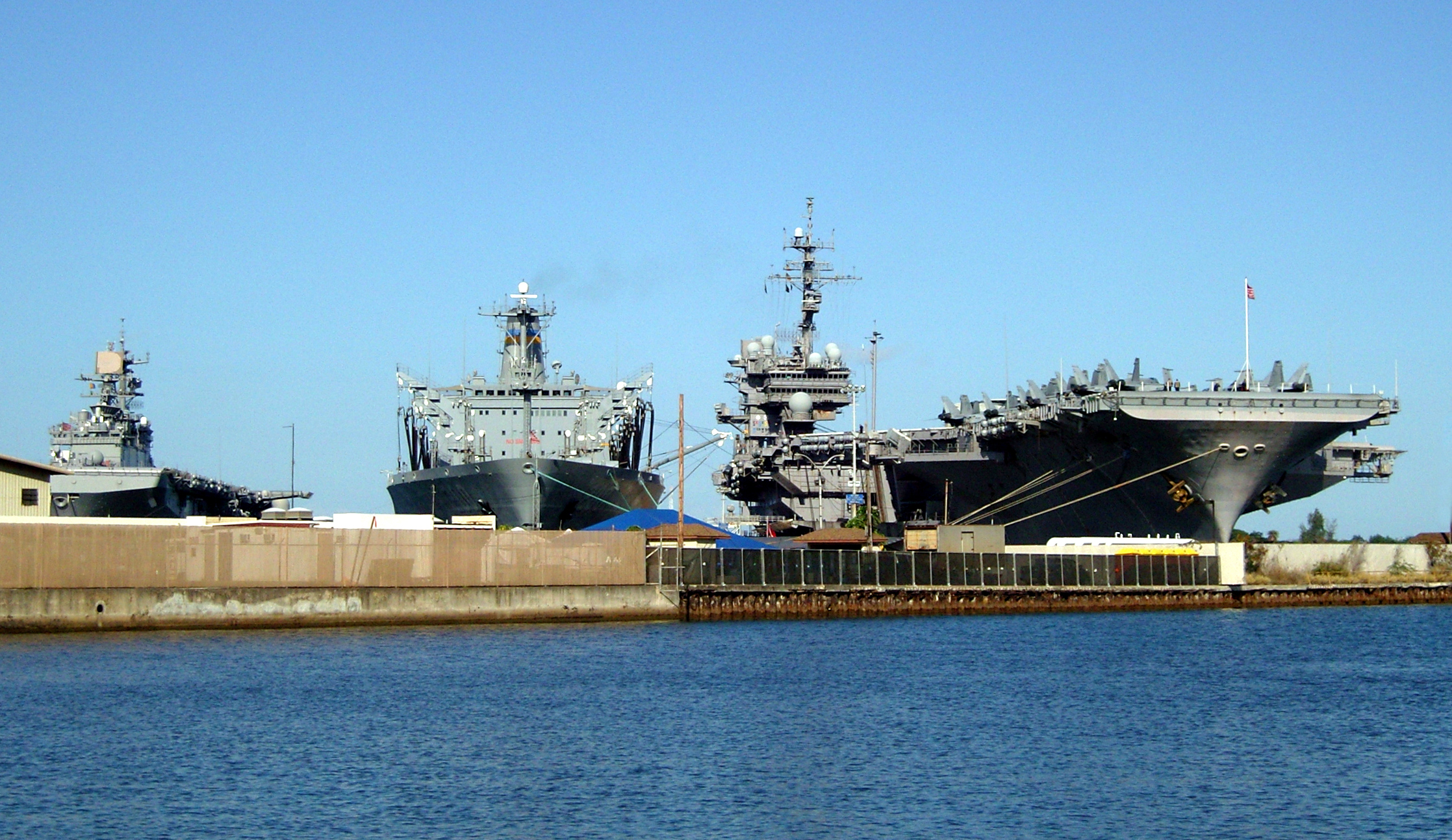
Kitty Hawk đang ở lại Căn cứ Hải quân Trân Châu Cảng sau khi tham dự cuộc tập trận RIMPAC thay thế cho chiếc George Washington.

Vào ngày 28 tháng 5, chiếc tàu sân bay rời vùng biển Nhật Bản lần sau cùng, khi được tàu sân bay George Washington (CVN-73) thay phiên. Tuy nhiên, đang khi di chuyển dọc bờ biển Thái Bình Dương tại Nam Mỹ để đi đến địa điểm bàn giao tại Hawaii, một tai nạn hỏa hoạn xảy ra cho George Washington buộc nó phải chuyển hướng đến San Diego để sửa chữa. Điều này đã khiến Hải quân Hoa Kỳ phải giữ Kitty Hawk ở lại vùng biển Hawaii để tham gia cuộc tập trận RIMPAC 2008 vào tháng 6 và tháng 7; việc chuyển giao giữa hai chiếc tàu sân bay chỉ diễn ra vào tháng 8. Cuối cùng nó về đến Căn cứ Không lực Hải quân North Island, San Diego vào ngày 7 tháng 8, 2008.

### Xuất biên chế và ngừng hoạt động
Từ ngày 1 tháng 12, 2005, Hải quân Hoa Kỳ đã công bố kế hoạch George Washington sẽ thay thế cho Kitty Hawk vào năm 2008 trong vai trò tàu sân bay được bố trí tiền phương tại Nhật Bản. George Washington cũng sẽ tiếp nhận Không đoàn Tàu sân bay CVW-5 được phối thuộc tại Nhật Bản. Đến tháng 3, 2007, Hải quân thông báo Đại tá Todd Zecchin, người từng chịu trách nhiệm xuất biên chế tàu sân bay John F. Kennedy (CV-67), được giao nhiệm vụ giám sát việc xuất biên chế của Kitty Hawk.

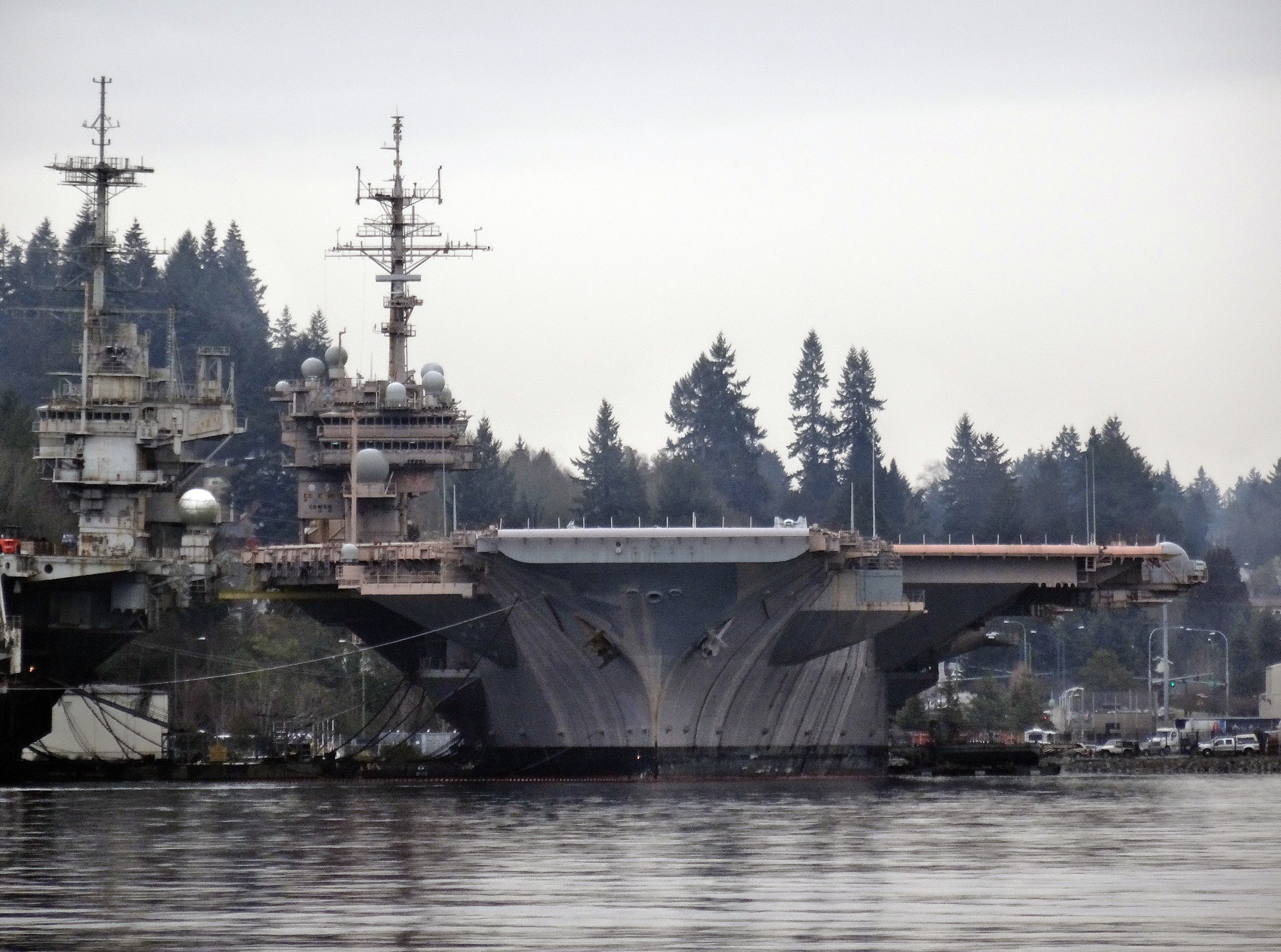
Kitty Hawk đang bị bỏ không

Kitty Hawk đi đến Bremerton, Washington vào tháng 9, 2008 và chính thức ngừng hoạt động động vào ngày 31 tháng 1, 2009. Chiếc tàu sân bay chạy năng lượng thông thường cuối cùng của Hải quân Mỹ xuất biên chế vào ngày 12 tháng 5, 2009.

## Những kế hoạch cho tương lai
Một nhóm tại Wilmington, North Carolina đã vận động nhằm chuyển Kitty Hawk đến thành phố này sau khi kết thúc thời gian bắt buộc giữ lại trong thành phần hạm đội dự bị. Dự định này nhằm bảo tồn chiếc tàu sân bay như một bảo tàng nổi và đặt cặp theo thiết giáp hạm North Carolina. Hải quân sẽ giữ Kitty Hawk trong thành phần hạm đội dự bị ít nhất cho đến năm 2017, cho đến khi chiếc được đưa vào biên chế. Đến tháng 1, 2013, một nhóm khác tại Pensacola, Florida, nguyên đã vận động nhằm giữ lại tàu sân bay Forrestal, chuyển những nỗ lực của họ sang chiếc Kitty Hawk do tình trạng vật chất tốt hơn của con tàu.
Do tất cả những tàu sân bay ở thế hệ tiếp theo đều chạy bằng năng lượng hạt nhân, Kitty Hawk và John F. Kennedy (CV-67) trở thành hai ứng viên sau cùng có thể giữ lại được như là tàu bảo tàng. Các tàu sân bay chạy năng lượng hạt nhân như Enterprise (CVN-65) và những chiếc lớp Nimitz đòi hỏi phải phá bỏ một phần cấu trúc để tháo dỡ các lò phản ứng hạt nhân nên khó có thể được phục chế và trao tặng.
Như một phần trong kế hoạch 355 tàu chiến đề xuất bởi Tổng thống Donald Trump, Hải quân đã kéo dài thời gian giữ Kitty Hawk lại trong thành phần hạm đội dự bị đồng thời xem xét khả năng tái biên chế con tàu để giúp vào việc xây dựng lực lượng. Việc này được xúc tiến sau bài phát biểu của Tổng thống Trump bên trên tàu sân bay Gerald R. Ford (CVN-78) và hứa hẹn sẽ xây dựng một lực lượng hải quân 12 tàu sân bay.
Vào tháng 3, 2017, Hiệp hội Cựu chiến binh USS Kitty Hawk đã vận động để gây quỹ 5 triệu Đô-la nhằm thế chấp để bảo tồn chiếc tàu sân bay như một tàu bảo tàng, hứa hẹn sẽ lập bảng vinh danh cho hội viên nào quyên góp được 15.000 Đô la nếu như chiến dịch gây quỹ thành công.  Đến ngày 25 tháng 10, 2017, Hải quân công bố ý định sẽ loại bỏ Kitty Hawk bằng cách tháo dỡ; con tàu được rút tên khỏi danh sách Đăng bạ Hải quân vào ngày 20 tháng 10, 2017.

## Phần thưởng[49]
|                           |                                                                     | Silver star · Bronze star                                           |
| Bronze star · Bronze star |                                                                     | Bronze star · Bronze star · Bronze star                             |
| Bronze star · Bronze star | Silver star · Silver star · Silver star                             | Silver star · Silver star · Silver star · Bronze star               |
| Bronze star               |                                                                     |                                                                     |
| Bronze star               | Silver star · Silver star · Silver star · Bronze star · Bronze star | Silver star · Bronze star · Bronze star · Bronze star · Bronze star |
|                           |                                                                     |                                                                     |

| Đơn vị Tuyên dương Tổng thống                                      | Đơn vị Tuyên dương Anh dũng Liên quân                                      | Đơn vị Tuyên dương Anh dũng Liên quân                                      | Đơn vị Tuyên dương Hải quân với sáu Ngôi sao Chiến trận                               |
| Đơn vị Tuyên dương Anh Dũng Hải quân với hai Ngôi sao Chiến trận   | Dãi băng Hiệu quả Hải quân với ba dấu "E"                                  | Dãi băng Hiệu quả Hải quân với ba dấu "E"                                  | Huân chương Viễn chinh Hải quân với ba Ngôi sao Chiến trận                            |
| Huân chương Phục vụ Phòng thủ Quốc gia với hai Ngôi sao Chiến trận | Huân chương Viễn chinh Lực lượng Vũ trang với mười lăm Ngôi sao Chiến trận | Huân chương Viễn chinh Lực lượng Vũ trang với mười lăm Ngôi sao Chiến trận | Huân chương Phục vụ Việt Nam với mười sáu Ngôi sao Chiến trận                         |
| Huân chương Phục vụ Tây Nam Á với một Ngôi sao Chiến trận          | Huân chương Viễn chinh Chiến tranh Toàn cầu chống Khủng bố                 | Huân chương Viễn chinh Chiến tranh Toàn cầu chống Khủng bố                 | Huân chương Phục vụ Chiến tranh Toàn cầu chống Khủng bố                               |
| Huân chương Phục vụ Nhân Đạo với một Ngôi sao Chiến trận           | Dãi băng Biệt phái Phục vụ Biển với mười bảy Ngôi sao Chiến trận           | Dãi băng Biệt phái Phục vụ Biển với mười bảy Ngôi sao Chiến trận           | Dãi băng Phục vụ Nước ngoài Hải quân/Thủy quân Lục chiến với chín Ngôi sao Chiến trận |
| Huân chương Anh dũng Bội tinh (Việt Nam Cộng Hòa)                  | Huân chương Chiến dịch Bội tinh (Việt Nam Cộng Hòa)                        | Huân chương Chiến dịch Bội tinh (Việt Nam Cộng Hòa)                        | Huân chương Giải phóng Kuwait (Kuwait)                                                |